# Lorenzo Sanz

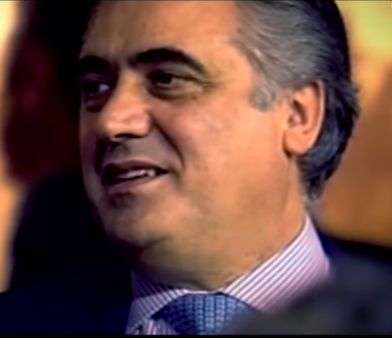
Lorenzo Sanz

Lorenzo Sanz Mancebo (ur. 19 kwietnia 1943 w Madrycie, zm. 21 marca 2020 tamże) – hiszpański biznesmen i działacz piłkarski.
W latach 1995–2000 był prezesem Realu Madryt, który za jego kadencji dwukrotnie triumfował w Lidze Mistrzów. Później był właścicielem klubu Málaga CF.
Zmarł w wieku 76 lat z powodu zarażenia koronawirusem SARS-CoV-2.